# Vorstendom Moldavië
Het Vorstendom Moldavië (Roemeens: Principatul Moldova, Turks: Bogdan) was een vorstendom op de plek waar nu delen van Roemenië, Moldavië en Oekraïne liggen. De naam Moldavië is afgeleid van de rivier de Moldova die door het gebied stroomt. De hoofdstad was aanvankelijk Suceava en vanaf 1565 Iași.

## Geschiedenis
In de 14e eeuw werd het hertogdom Moldavië gesticht door hertog Dragoș van Maramureș die de opdracht had om het koninkrijk Hongarije te beschermen tegen de Krim-Tataren in het oosten. Bogdan I werd in 1359 de eerste vorst van een onafhankelijke Moldavië nadat hij had geweigerd om Moldavië aan Hongarije toe te voegen. Later werd het hertogdom een vazalstaat van Polen.

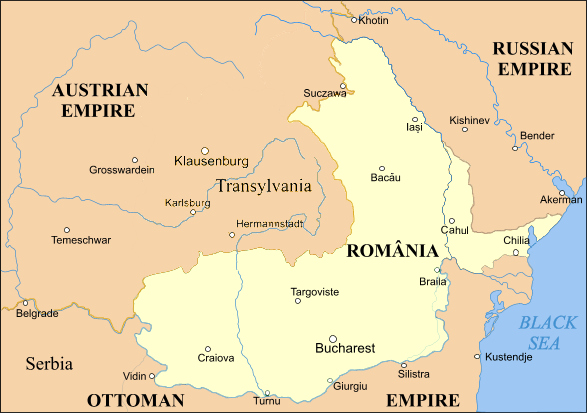
Roemenië na de vereniging

De belangrijkste vorst die het hertogdom gekend heeft, was Stefan de Grote (Ștefan cel Mare) die het vorstendom tussen 1457 en 1504 regeerde. Hij slaagde er met zijn leger van bojaren in om Moldavië te behoeden voor buitenlandse overheersing en verwierf vooral als bestrijder van het Ottomaanse Rijk een grote reputatie. Hij stichtte in Moldavië een groot aantal kerken en kloosters. Stefan werd opgevolgd door zwakke vorsten die de regering aan bojaren overlieten. De bojaren betaalden geen belasting, waardoor de staat failliet ging. In 1512 vielen de Ottomanen Moldavië binnen en maakten het tot een vazalstaat van het Ottomaanse Rijk. Deze situatie bleef tot 1859 van kracht. De Moldaviërs waren opstandig waardoor er later nog vele invallen waren van de Ottomanen, Tataren en Russen.
In 1600 slaagde de Walachijse vorst Michaël de Dappere erin om Moldavië, Walachije en Transsylvanië alle drie onder zijn bewind te plaatsen maar deze personele unie duurde echter maar één jaar.
In het begin van de 17e eeuw kreeg het hertogdom Moldavië te maken met de Moldavische Magnaatoorlogen tegen het Ottomaanse Rijk en Polen-Litouwen.
In het begin van de 18e eeuw begonnen de Ottomanen voor het hertogdom Moldavië een vorst te kiezen van de etnisch Griekse fanariotenfamilie uit Constantinopel (Istanboel).
Bij het Verdrag van Boekarest na de Russisch-Turkse Oorlog van 1806-1812, verloor het hertogdom Moldavië Bessarabië, zowat de helft van het hertogelijk grondgebied, aan Rusland en Boekovina aan Oostenrijk. In 1821 verdreef een opstand de impopulaire fanarioten en in 1832 werd er na vele veranderingen het Règlement Organique aangenomen.
Nadat Rusland de Krimoorlog (1853-1856) verloren had, bepaalde het Verdrag van Parijs dat Moldavië het zuidelijke gedeelte van Bessarabië met de plaatsen Ismajil, Bolhrad en Cahul kreeg. Dit gebied werd in 1878 weer Russisch, maar toen was Moldavië inmiddels opgegaan in Roemenië.
In 1859 verklaarden Walachije en Moldavië zich onafhankelijk en kozen in het begin van dat jaar dezelfde vorst, Alexander Johan Cuza. De verenigde vorstendommen vormden vanaf 1862 het koninkrijk Roemenië.